# Jan Hendrik de Boer

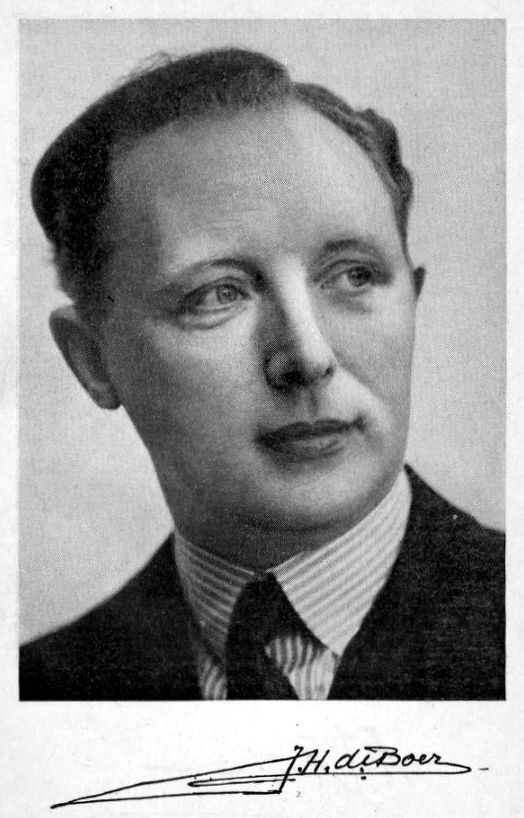
Prof. dr. J. H. de Boer, 1947

Jan Hendrik de Boer (Ruinen, 19 maart 1899 – Den Haag, 25 april 1971) was een Nederlands natuur- en scheikundige.

## Opleiding
De Boer was de zoon van schoolhoofd Jan de Boer en Jantina Beredine Somer. Nadat hij de HBS in Assen had bezocht ging hij in 1917 scheikunde studeren aan de Rijksuniversiteit Groningen. Gedurende zijn studie was hij assistent bij Frans Maurits Jaeger en Hilmar Johannes Backer. Bij deze laatste promoveerde hij in 1923 op een proefschrift over de bereidingswijze en de fysische eigenschappen van alfa-sulfoboterzuur.
Twee maanden na zijn promotie trad hij in dienst van het Philips Natuurkundig Laboratorium te Eindhoven, waar hij samen met Anton Eduard van Arkel een centrale rol speelde in het fysisch-chemisch onderzoek bij Philips. Fundamenteel was hierin de scheiding van de elementen zirkonium en hafnium door gefractioneerde destillatie.
Tijdens de mobilsatie van Nederland voorafgaand aan de Tweede Wereldoorlog kreeg de Boer de leiding over het Centraal Laboratorium voor Defensievraagstukken in Leiden. Op 14 mei 1940, na de Duitse bezetting van Nederland, vluchtte hij naar Engeland. Later was hij onder andere betrokken was bij de organisatie van het zogenaamd Militair Gezag, een in 1944 ingesteld bestuur dat tijdens en na de bevrijding de overheidstaken waarnam om orde op zaken te stellen alvorens Nederland weer aan een functionerende burgerlijke overheid werd overgedragen.
Van 1946 to 1950 had hij een leidende functie bij de onderzoeksorganisatie van Unilever in Engeland, en van 1950 tot 1962 bij het laboratorium van de Staatsmijnen in Limburg. Daarnaast was hij van 1946 tot 1969 buitengewoon hoogleraar bij de Technische Hogeschool Delft op het gebied van de scheikundige technologie.
Naast wetenschappelijk werk was de Boer ook betrokken bij algemene activiteiten, waaronder lidmaatschap van de reactorcommissie van Stichting voor Fundamenteel Onderzoek der Materie. In 1955 werd hij voorzitter van de wetenschappelijke adviesraad van het Reactor Centrum Nederland (RCN) en in 1963 voorzitter van de Centrale Raad voor de Kernenergie te Den Haag.

## Werk

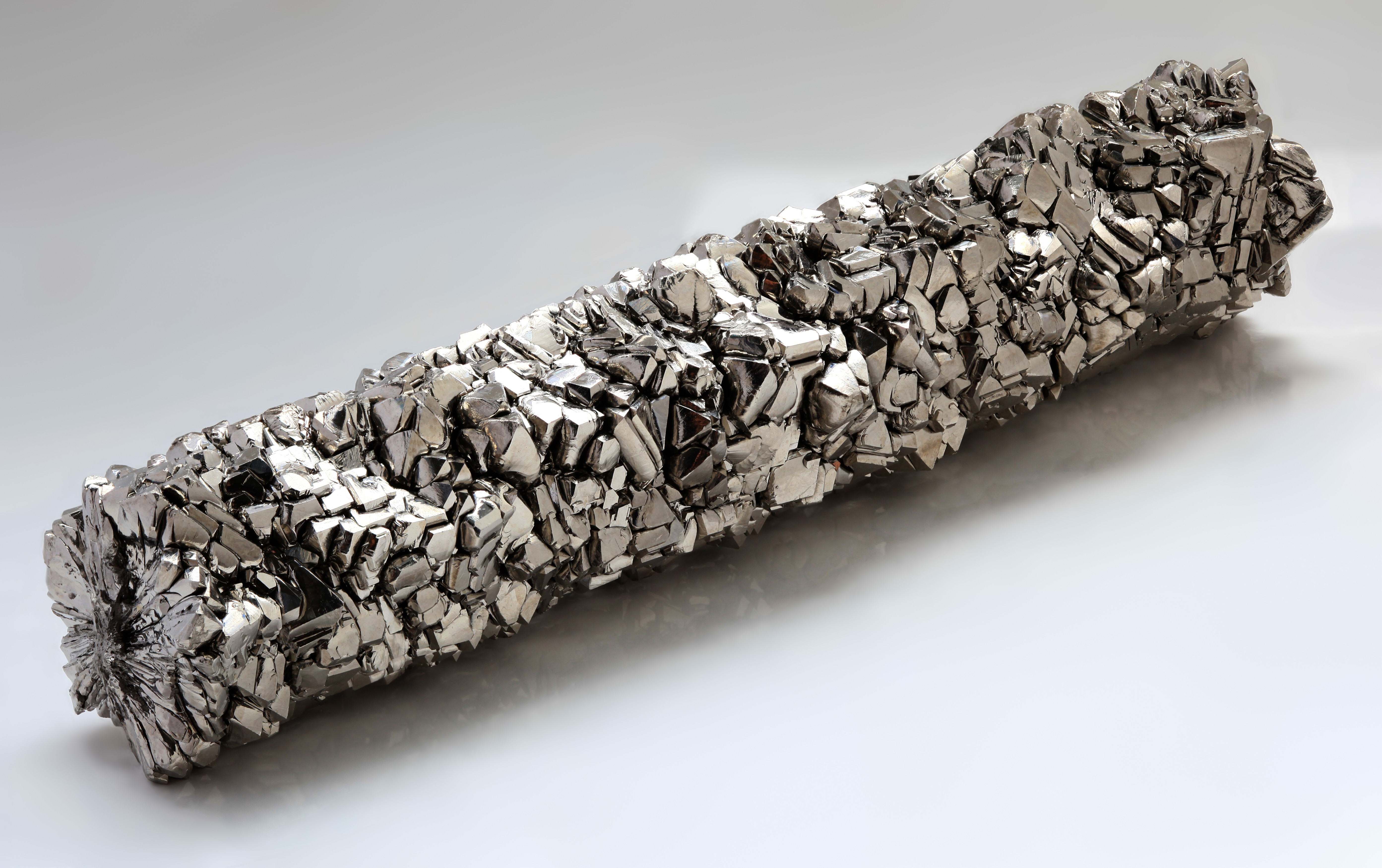
Een uitgekristalliseerde staaf titanium (99,995%), vervaardigd via het Van Arkel-de Boerproces.

Samen met Anton Eduard van Arkel ontwikkelde hij een gastransportmethode voor onder andere titanium, zirkonium en hafnium, om deze metalen in hoogzuivere toestand te laten uitkristalliseren in cilindervormige staafjes. Het proces staat bekend als het Van Arkel-de Boerproces. Het te zuiveren metaal (meestal als een onzuiver erts of legering) wordt samen met di-jood (I2) in een reactorvat onder een vacuüm van 0,1 tot 20 Pa samengebracht en vervolgens verhit boven de 400°C. Bij hoge temperatuur wordt gasvormig jodium gevormd, dat vervolgens met het metaal reageert tot het overeenkomstige jodide, bijvoorbeeld titanium(IV)jodide (TiI4). Algemeen kan dit beschreven worden door de reactievergelijking:
{\displaystyle \mathrm {M\ +\ 2\ I_{2}\ \longrightarrow \ MI_{4}} }
Door de hoge temperaturen is dit metaaljodide ook gasvormig, en het stijgt door convectie op tot boven in het reactievat. Bovenin bevindt zich een metaaldraad, gewoonlijk vervaardigd uit wolfraam, die een nog hogere temperatuur heeft. Bij deze hogere temperatuur is het metaaljodide niet meer stabiel, en ontleedt het tot het zuivere metaal en jodium:
{\displaystyle \mathrm {MI_{4}\ \longrightarrow \ M\ +\ 2\ I_{2}} }
Het zuivere metaal wordt hierbij op de gloeidraad afgezet, terwijl de jodiumdamp die vrijkomt, opnieuw met het metaal onderaan het reactievat kan reageren.